# RWE Generation
Die RWE Generation SE ist eine 100%ige Tochtergesellschaft des RWE-Konzerns, in der länderübergreifend die Aktivitäten der konventionellen Stromerzeugung zusammengefasst sind. Die Gesellschaft firmiert als Europäische Gesellschaft (Societas Europaea, kurz SE) und hat ihren Hauptsitz in Essen.
RWE Generation betreibt direkt oder indirekt über nationale Tochterunternehmen in Westeuropa etwa 50 konventionelle RWE-Kraftwerke mit einer Gesamtkapazität von mehr als 50 Gigawatt. Ausgenommen ist der Bereich der Erneuerbaren Energien, der größtenteils (bis auf einige Biomasse- und Wasserkraftwerke) vom Schwesterunternehmen RWE Innogy bearbeitet wird. Ausgenommen sind weiterhin einige Kraftwerke in Osteuropa, die von der Schwestergesellschaft RWE East über deren nationale Tochtergesellschaften betrieben werden.

## Geschichte
Im Oktober 2012 gab RWE bekannt, im Rahmen einer Umstrukturierung des Konzerns die Stromerzeugungskapazitäten in einer internationalen Gesellschaft bündeln zu wollen. Hierbei sollten neben den konventionellen RWE-Kraftwerken in Deutschland auch die der RWE-Tochterunternehmen in den Niederlanden und im Vereinigten Königreich eingehen. Von der Bündelung verspreche RWE sich Synergieeffekte und dadurch eine Effizienzsteigerung im zunehmend schwierigen Marktumfeld der Energiewirtschaft.
Am 1. Januar 2013 begann die neue Gesellschaft ihr operatives Geschäft.

## Unternehmensstruktur
RWE Generation, eine 100%ige Tochter von RWE, betreibt einerseits direkt als operatives Unternehmen Steinkohle- und Gaskraftwerke in Deutschland, die von der Tochter RWE Power übernommen wurden, fungiert aber andererseits auch als Dachgesellschaft für die nationalen RWE-Tochterunternehmen der Stromerzeugung. Neben den Stromerzeugungsgesellschaften gehört auch das technische Beratungsunternehmen RWE Technology International zur Generation-Gruppe.
| RWE AG             |               |               |               |                                   |               |                      |                      |                      |                      |                      |                      |              |              |                |                |                |                |                |                |                                                         |                                                         |                                                         |                                                         |                                                         |                                                         |                    |                    |                      |                      |                        |                        |                        |                        |                        |                        |                       |                       |                       |                       |             |             |               |               |                      |                      |                      |                      |                      |                      |                    |                    |                    |                    |
|                    |               |               |               |                                   |               |                      |                      |                      |                      |                      |                      |              |              |                |                |                |                |                |                |                                                         |                                                         |                                                         |                                                         |                                                         |                                                         |                    |                    |                      |                      |                        |                        |                        |                        |                        |                        |                       |                       |                       |                       |             |             |               |               |                      |                      |                      |                      |                      |                      |                    |                    |                    |                    |
| RWE Generation SE  |               |               |               |                                   |               |                      |                      |                      |                      |                      |                      |              |              |                |                |                |                |                |                |                                                         |                                                         |                                                         |                                                         |                                                         |                                                         |                    |                    |                      |                      |                        |                        |                        |                        |                        |                        |                       |                       |                       |                       |             |             |               |               |                      |                      |                      |                      |                      |                      |                    |                    |                    |                    |
|                    |               |               |               |                                   |               |                      |                      |                      |                      |                      |                      |              |              |                |                |                |                |                |                |                                                         |                                                         |                                                         |                                                         |                                                         |                                                         |                    |                    |                      |                      |                        |                        |                        |                        |                        |                        |                       |                       |                       |                       |             |             |               |               |                      |                      |                      |                      |                      |                      |                    |                    |                    |                    |
|                    |               |               |               | RWE Technology International GmbH |               |                      |                      |                      |                      |                      |                      |              |              |                |                |                |                |                |                |                                                         |                                                         |                                                         |                                                         |                                                         |                                                         |                    |                    |                      |                      |                        |                        |                        |                        |                        |                        |                       |                       |                       |                       |             |             |               |               |                      |                      |                      |                      |                      |                      |                    |                    |                    |                    |
|                    |               |               |               |                                   |               |                      |                      |                      |                      |                      |                      |              |              |                |                |                |                |                |                |                                                         |                                                         |                                                         |                                                         |                                                         |                                                         |                    |                    |                      |                      |                        |                        |                        |                        |                        |                        |                       |                       |                       |                       |             |             |               |               |                      |                      |                      |                      |                      |                      |                    |                    |                    |                    |
|                    |               |               |               |                                   |               |                      |                      |                      |                      |                      |                      |              |              |                |                |                |                |                |                |                                                         |                                                         |                                                         |                                                         |                                                         |                                                         |                    |                    |                      |                      |                        |                        |                        |                        |                        |                        |                       |                       |                       |                       |             |             |               |               |                      |                      |                      |                      |                      |                      |                    |                    |                    |                    |
|                    |               |               |               |                                   |               |                      |                      |                      |                      |                      |                      |              |              |                |                |                |                |                |                |                                                         |                                                         |                                                         |                                                         |                                                         |                                                         |                    |                    |                      |                      |                        |                        |                        |                        |                        |                        |                       |                       |                       |                       |             |             |               |               |                      |                      |                      |                      |                      |                      |                    |                    |                    |                    |
|                    |               |               |               |                                   |               |                      |                      |                      |                      |                      |                      |              |              |                |                |                |                |                |                |                                                         |                                                         |                                                         |                                                         |                                                         |                                                         |                    |                    |                      |                      |                        |                        |                        |                        |                        |                        |                       |                       |                       |                       |             |             |               |               |                      |                      |                      |                      |                      |                      |                    |                    |                    |                    |
|                    |               |               |               |                                   |               |                      |                      | RWE Power AG         | RWE Power AG         | RWE Power AG         | RWE Power AG         | RWE Power AG | RWE Power AG |                |                | RWE npower PLC | RWE npower PLC | RWE npower PLC | RWE npower PLC | RWE npower PLC                                          | RWE npower PLC                                          |                                                         |                                                         | EssentProductie BV                                      | EssentProductie BV                                      | EssentProductie BV | EssentProductie BV | EssentProductie BV   | EssentProductie BV   |                        |                        |                        |                        |                        |                        |                       |                       |                       |                       |             |             |               |               |                      |                      |                      |                      |                      |                      |                    |                    |                    |                    |
| Deutschland        | Deutschland   | Deutschland   | Deutschland   | Deutschland                       | Deutschland   |                      |                      | RWE Power AG         | RWE Power AG         | RWE Power AG         | RWE Power AG         | RWE Power AG | RWE Power AG | Deutschland    | Deutschland    | Deutschland    | Deutschland    | Deutschland    | Deutschland    | RWE npower PLC                                          | RWE npower PLC                                          |                                                         |                                                         | EssentProductie BV                                      | EssentProductie BV                                      | EssentProductie BV | EssentProductie BV | EssentProductie BV   | EssentProductie BV   | Vereinigtes Königreich | Vereinigtes Königreich | Vereinigtes Königreich | Vereinigtes Königreich | Vereinigtes Königreich | Vereinigtes Königreich |                       |                       | Niederlande           | Niederlande           | Niederlande | Niederlande | Niederlande   | Niederlande   |                      |                      |                      |                      |                      |                      |                    |                    |                    |                    |
| Deutschland        | Deutschland   | Deutschland   | Deutschland   | Deutschland                       | Deutschland   | Steinkohlekraftwerke | Steinkohlekraftwerke | Steinkohlekraftwerke | Steinkohlekraftwerke | Steinkohlekraftwerke | Steinkohlekraftwerke |              |              | Deutschland    | Deutschland    | Deutschland    | Deutschland    | Deutschland    | Deutschland    | Braunkohlekraftwerke, -tagebaue und -veredlungsbetriebe | Braunkohlekraftwerke, -tagebaue und -veredlungsbetriebe | Braunkohlekraftwerke, -tagebaue und -veredlungsbetriebe | Braunkohlekraftwerke, -tagebaue und -veredlungsbetriebe | Braunkohlekraftwerke, -tagebaue und -veredlungsbetriebe | Braunkohlekraftwerke, -tagebaue und -veredlungsbetriebe |                    |                    | Steinkohlekraftwerke | Steinkohlekraftwerke | Steinkohlekraftwerke   | Steinkohlekraftwerke   | Steinkohlekraftwerke   | Steinkohlekraftwerke   | Vereinigtes Königreich | Vereinigtes Königreich |                       |                       | Niederlande           | Niederlande           | Niederlande | Niederlande | Niederlande   | Niederlande   | Steinkohlekraftwerke | Steinkohlekraftwerke | Steinkohlekraftwerke | Steinkohlekraftwerke | Steinkohlekraftwerke | Steinkohlekraftwerke |                    |                    |                    |                    |
| Gaskraftwerke      | Gaskraftwerke | Gaskraftwerke | Gaskraftwerke | Gaskraftwerke                     | Gaskraftwerke | Steinkohlekraftwerke | Steinkohlekraftwerke | Steinkohlekraftwerke | Steinkohlekraftwerke | Steinkohlekraftwerke | Steinkohlekraftwerke |              |              | Kernkraftwerke | Kernkraftwerke | Kernkraftwerke | Kernkraftwerke | Kernkraftwerke | Kernkraftwerke | Braunkohlekraftwerke, -tagebaue und -veredlungsbetriebe | Braunkohlekraftwerke, -tagebaue und -veredlungsbetriebe | Braunkohlekraftwerke, -tagebaue und -veredlungsbetriebe | Braunkohlekraftwerke, -tagebaue und -veredlungsbetriebe | Braunkohlekraftwerke, -tagebaue und -veredlungsbetriebe | Braunkohlekraftwerke, -tagebaue und -veredlungsbetriebe |                    |                    | Steinkohlekraftwerke | Steinkohlekraftwerke | Steinkohlekraftwerke   | Steinkohlekraftwerke   | Steinkohlekraftwerke   | Steinkohlekraftwerke   | Gas- und Ölkraftwerke  | Gas- und Ölkraftwerke  | Gas- und Ölkraftwerke | Gas- und Ölkraftwerke | Gas- und Ölkraftwerke | Gas- und Ölkraftwerke |             |             | Gaskraftwerke | Gaskraftwerke | Gaskraftwerke        | Gaskraftwerke        | Gaskraftwerke        | Gaskraftwerke        | Steinkohlekraftwerke | Steinkohlekraftwerke |                    |                    |                    |                    |
| Gaskraftwerke      | Gaskraftwerke | Gaskraftwerke | Gaskraftwerke | Gaskraftwerke                     | Gaskraftwerke | Wasserkraftwerke     | Wasserkraftwerke     | Wasserkraftwerke     | Wasserkraftwerke     | Wasserkraftwerke     | Wasserkraftwerke     |              |              | Kernkraftwerke | Kernkraftwerke | Kernkraftwerke | Kernkraftwerke | Kernkraftwerke | Kernkraftwerke |                                                         |                                                         |                                                         |                                                         |                                                         |                                                         |                    |                    | Biomassekraftwerke   | Biomassekraftwerke   | Biomassekraftwerke     | Biomassekraftwerke     | Biomassekraftwerke     | Biomassekraftwerke     | Gas- und Ölkraftwerke  | Gas- und Ölkraftwerke  | Gas- und Ölkraftwerke | Gas- und Ölkraftwerke | Gas- und Ölkraftwerke | Gas- und Ölkraftwerke |             |             | Gaskraftwerke | Gaskraftwerke | Gaskraftwerke        | Gaskraftwerke        | Gaskraftwerke        | Gaskraftwerke        | Biomassekraftwerke   | Biomassekraftwerke   | Biomassekraftwerke | Biomassekraftwerke | Biomassekraftwerke | Biomassekraftwerke |
| Biomassekraftwerke |               |               |               |                                   |               | Wasserkraftwerke     | Wasserkraftwerke     | Wasserkraftwerke     | Wasserkraftwerke     | Wasserkraftwerke     | Wasserkraftwerke     |              |              |                |                |                |                |                |                |                                                         |                                                         |                                                         |                                                         |                                                         |                                                         |                    |                    | Biomassekraftwerke   | Biomassekraftwerke   | Biomassekraftwerke     | Biomassekraftwerke     | Biomassekraftwerke     | Biomassekraftwerke     |                        |                        |                       |                       |                       |                       |             |             |               |               |                      |                      |                      |                      | Biomassekraftwerke   | Biomassekraftwerke   | Biomassekraftwerke | Biomassekraftwerke | Biomassekraftwerke | Biomassekraftwerke |

## Betriebene Kraftwerke und Anlagen
Im Einzelnen betreibt RWE Generation direkt oder indirekt über Tochterunternehmen unter anderem die folgenden Kraftwerke und dazugehörige Anlagen:
| Land                          | Betreiber      | Primär- energieträger | Kraftwerke / Anlagen (Status, Kapazität) |
| ----------------------------- | -------------- | --------------------- | --- |
| Deutschland                   | RWE Generation | Gas                   | Gaskraftwerke: - Erdgaskraftwerk Emsland - Gersteinwerk - Kraftwerk Dormagen - Kraftwerk Dortmund - Heizkraftwerk Hamborn - Kraftwerk Huckingen - Kraftwerk Ludwigshafen |
| Deutschland                   | RWE Generation | Wasserkraft           | Wasserkraftwerke: - Schluchseewerk (Gruppe) - Pumpspeicherwerk Vianden - Pumpspeicherkraftwerk Herdecke - Herdecke/Ruhr (Gruppe) - Bernkastel/Mosel - Kraftwerk Heimbach - weitere, kleine Anlagen |
| Deutschland                   | RWE Generation | Biomasse              | Biomasseheizkraftwerke: - Müllheizkraftwerk Essen-Karnap - Thermische Abfallbehandlungsanlage Salzbergen |
| Deutschland                   | RWE Power      | Braunkohle            | Braunkohlekraftwerke: - Kraftwerk Weisweiler - Kraftwerk Neurath - Kraftwerk Niederaußem Braunkohletagebaue: - Tagebau Garzweiler - Tagebau Hambach - Tagebau Inden Kohleveredlungsbetriebe: - Kohleveredlungsbetrieb Frechen - Kohleveredlungsbetrieb Fortuna-Nord - Kohleveredlungsbetrieb Ville/Berrenrath |
| Niederlande Belgien           | Essent         | Gas                   | Gaskraftwerke: - Kraftwerk Claus (1300 MW) - Kraftwerk Moerdijk (700 MW) - Kraftwerk Swentibold (230 MW) - weitere, kleinere Anlagen |
| Niederlande Belgien           | Essent         | Biomasse/Steinkohle   | Biomasse- und Steinkohlekraftwerke: - Kraftwerk Amer, Geertruidenberg (1245 MW) - Biomassekraftwerk Cuijk - Kraftwerk Eemshaven (1600 MW) |
| Türkei                        | RWE Generation | Gas                   | Gaskraftwerke: - Kraftwerk Denizli (800 MW) |
| Vereinigtes Königreich Irland | RWE npower     | Gas                   | Gaskraftwerke: - Kraftwerk Didcot B (1360 MW) - Kraftwerk Great Yarmouth (400 MW) - Kraftwerk Little Barford (700 MW) - Kraftwerk Pembroke (2000 MW) - Kraftwerk Staythorpe (1650 MW) - weitere, kleinere Anlagen                                                                                             |